# Pierreodendron kerstingii
Pierreodendron kerstingii är en bittervedsväxtart som först beskrevs av Adolf Engler, och fick sitt nu gällande namn av Elbert Luther Little. Pierreodendron kerstingii ingår i släktet Pierreodendron och familjen bittervedsväxter. Inga underarter finns listade i Catalogue of Life.